# پل روستر
پل روستر (انگلیسی: Paul Rouster; ۱۹ مهٔ ۱۹۰۰ – ۲۰ ژوئیهٔ ۱۹۸۲) بازیکن فوتبال اهل لوکزامبورگ بود.
وی همچنین در تیم ملی فوتبال لوکزامبورگ بازی کرده‌است.